# Харьковский институт благородных девиц
Харьковский институт благородных девиц — женское образовательное учреждение (институт благородных девиц) Российской империи.
Институт благородных девиц был основан в 1812 году, когда шла Отечественная война. Оставаясь долгое время единственным на юге Российской империи, он имел важное значение для южных губерний страны.

## История
В 1811 году в Харькове по инициативе Григория Фёдоровича Квитки-Основьяненко было основано Общество благотворения для оказания материальной помощи попавшим в бедность дворянам. В то время в городе уже существовала гимназия с пансионом для мальчиков, потому совет Общества благотворения предложил учредить в Харькове учебное заведение, в котором воспитывалось девушки из дворянских семей. На заседании совета на эту цель было ассигновано 2400 рублей — так было положено начало институту благородных девиц, который был открыт 15 сентября 1812 года.
В истории Харьковского института благородных девиц было два периода: первый — от основания до 1818 года, когда он был частным учреждением, существующим на средства дворянства Харьковской губернии; а также второй — с 1818 года, когда он был принят под Высочайшее покровительство императрицы Марии Фёдоровны.
К 1816 году, когда состоялся первый выпуска воспитанниц института, общее число учащихся достигло шестидесяти человек. Размеры используемого институтом помещения позволяли принять всего лишь 15 учениц, в связи с этим решено было купить землю, и с весны 1817 года началось строительство собственного здания. Однако пожертвований на строительство не хватало и только участие Марии Фёдоровны, позволило сдвинуть с места строительство — императрица ассигновала ему ежегодное пособие 3000 рублей. Затем крупное пожертвование сделал П. Г. Демидов в размере 20 000 рублей.
В начале 1818 года институт отделился от Общества благотворения и по 1829 год размещался в Усадебном доме. 22 июля 1822 года был освящён собственный храм института во имя святой Марии Магдалины, сооружённый на пожертвования императрицы (1000 руб.), Демидова (4000 руб.), преподавателей института (7200 руб.) и других благотворителей. В 1829 году Харьковский институт благородных девиц перешёл в новое здание, где был также освящён 20 августа устроенный в нём храм (домовая церковь) харьковским архиепископом Мелетием.
Прямое заведование институтом Императрица вверила Евдокии Фёдоровне Карзеневой, утверждённой в звании начальницы, которая руководила институтом с 1818 по 1820 год. Затем начальниками Харьковского института благородных девиц были: А. Г. Литинская (1820—1838), А. П. Ден (1838—1847), Е. А. Хелмская (1847—1855), А. И. Гогель (1855—1856), С. П. Ницкевич (1856—1880), М. Г. Эртель (1880—1884), А. П. Голохвастова (1884—1900), Е. М. Ершова (1900—1903). С 1903 года начальницей института являлась А. Н. Грипенберг.
Для показывающих хорошие достижения в учёбе воспитанниц в институте существовали стипендиями: Государя Императора — 5; Императрицы Марии Фёдоровны — 5; Императора Александра I — 1; Императора Александра II — 1; Его Высочества принца Ольденбургского — 1, а также другие.
В начале XX века число воспитанниц института превышало 200 человек, среди которых были представительницы купечества, дочери почётных граждан, военных и гражданских чинов. В 1919 году Харьковский институт благородных девиц прекратил своё существование.

## Здания института

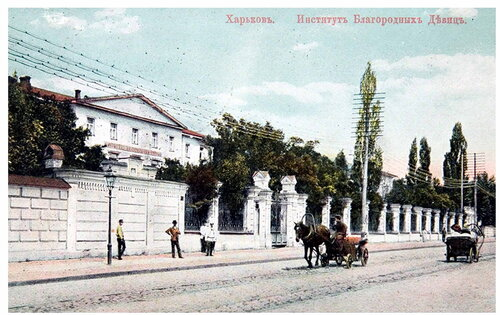
Харьковский институт благородных девиц на дореволюционной открытке

На средства Марии Фёдоровны и пожертвования Павла Григорьевича Демидова были куплены два дома с дворовыми сооружениями в Дмитриевском приходе по улице Благовещенской, 25. Это позволило наконец комфортно разместить всех воспитанниц и пансионерок Харьковского института благородных девиц. С увеличением доходов института первое высшее образовательное учреждение Харькова смогло приобрести прилегающих к существующему участку усадьбы Мартынова (1821) и половины дома Ряднова (1823), что вместе с сооружённым храмом Марии Магдалины создало целый образовательный комплекс.
Одновременно сооружалось новое здание, в которое после девяти лет строительства переехал институт — большое трёхэтажное здание на улице Сумской (здание не сохранилось, в настоящее время на этом месте находится Харьковский театр оперы и балета) с собственным большим садом. Бывший комплекс на Благовещенской, 25 (здание института сохранилось по настоящее время) был продан в 1840-х годах, в котором городские власти Харькова в 1868 году открыли Александровскую больницу с муниципальной аптекой по соседству, которая после Октябрьской революции была переименована в Первую городскую клиническую.